# Роштиљијада
Роштиљијада је фестивал која се одржава у Лесковцу. Ова манифестација афирмише спремање кулинарских специјалитета са роштиља, познатијег као лесковачки роштиљ. За седам дана трајања манифестацију посети више од 500.000 посетилаца што из Србије, што из иностранства и тиме је сврстава у сами врх туристичких приредби у Србији. Године 2018. оборен је рекорд у броју посета током једне вечери, када је на манифестацији било преко 80.000 људи, од чега је половина присуствовала концерту фолк певачице Драгане Мирковић.
Роштиљијада представља светски фестивал роштиља и специјалитета са скаре који су у Лесковцу основали Политика Експрес, ХУП Балкан Лесковац, УГОПРОГРЕС Београд, Лесковачки сајам, Месокомбинат и Туристички савез општине Лесковац са циљем да се роштиљ-мајстори такмиче и да се тако афирмише лесковачки роштиљ. На првој Роштиљијади отвореној 11. октобра 1990. године поводом Дана ослобођења Лесковца, учешће је узело 63 такмичара (мајстора роштиља) из скоро свих југословенских република и покрајина, али и из Грчке, Немачке, Француске, Италије, САД, Аустралије и Мађарске. Највећу пљескавицу на свету направио је Новица Станковић Шапоња, по коме се данас меморијално зове ово такмичење у прављењу највеће пљескавице на свету. Рекорд је забележио Гинис у књизи необичних рекорда.  
Роштиљијада се од 2001. године одржава сваке последње седмице августа и прве недеље септембра. 
Од 1993. године саставни део Роштиљијаде је такмичење мајстора роштиља Миодраг Глигоријевић - Драги Буре.
Саму Роштиљијаду прати и низ културних и забавних програма као што је карневал приликом отварања Роштиљијаде са великим ватрометом, такмичење у брзом једењу љутих папричица (џинчики) и ћевапчића, концерата на тргу познатих естрадних уметника, представљање културно-уметничких друштава из земље и иностранства, промоција књига, модних ревија... Сваке године, на Роштиљијади се традиционално одвија справљање највеће пљескавице за Гинисову књигу рекорда, а 2024. године је оборен рекорд са пљескавицом тешком 84,6 килограма. Поред тога, одржава се и надметање најбољих мајстора у припремању ћевапчића и уштипака, такмичење у припреми највеће пљескавице из руке, бирају се најбољи у производњи роштиљ меса, одржава се школа роштиља, а такође се организује и такмичење ученика угоститељских школа у припремању специјалитета са роштиља.

## Галерија
- Церемонија отварања Роштиљијаде 2015. године
- Лесковачка роштиљијада 2016. године
- Прављење највеће пљескавице 2016. године
- Главна градска улица током Роштиљијаде 2018. године
- Роштиљијада током концерта Драгане Мирковић 2018. године
- Лесковачка манифестација Роштиљијада